# Halkirk
Halkirk (en gaélico escocés: Hacraig) es una aldea ubicada en el río Thurso en  el condado histórico de Caithness, en el consejo unitario de Highland en Escocia, Reino Unido. Desde la carretera B874 se ubica Thurso hacia el norte y Georgemas hacia el este. Halkirk se encuentra dentro de la parroquia de Halkirk, y se dice por la gente local que fue la primera aldea planeada de Escocia.
Fue en un momento el sitio de la catedral de la Diócesis de Caithness, pero fue trasladado a Dornoch en el siglo XIII. No hay restos de la primera iglesia y de la sede del obispo.